# Phawakhola
Phawakhola – gaun wikas samiti we wschodniej części Nepalu w strefie Meći w dystrykcie Taplejung. Według nepalskiego spisu powszechnego z 2001 roku liczył on 259 gospodarstw domowych i 1457 mieszkańców (779 kobiet i 678 mężczyzn).